# 1000-Meilen-Rennen von Sebring 2023

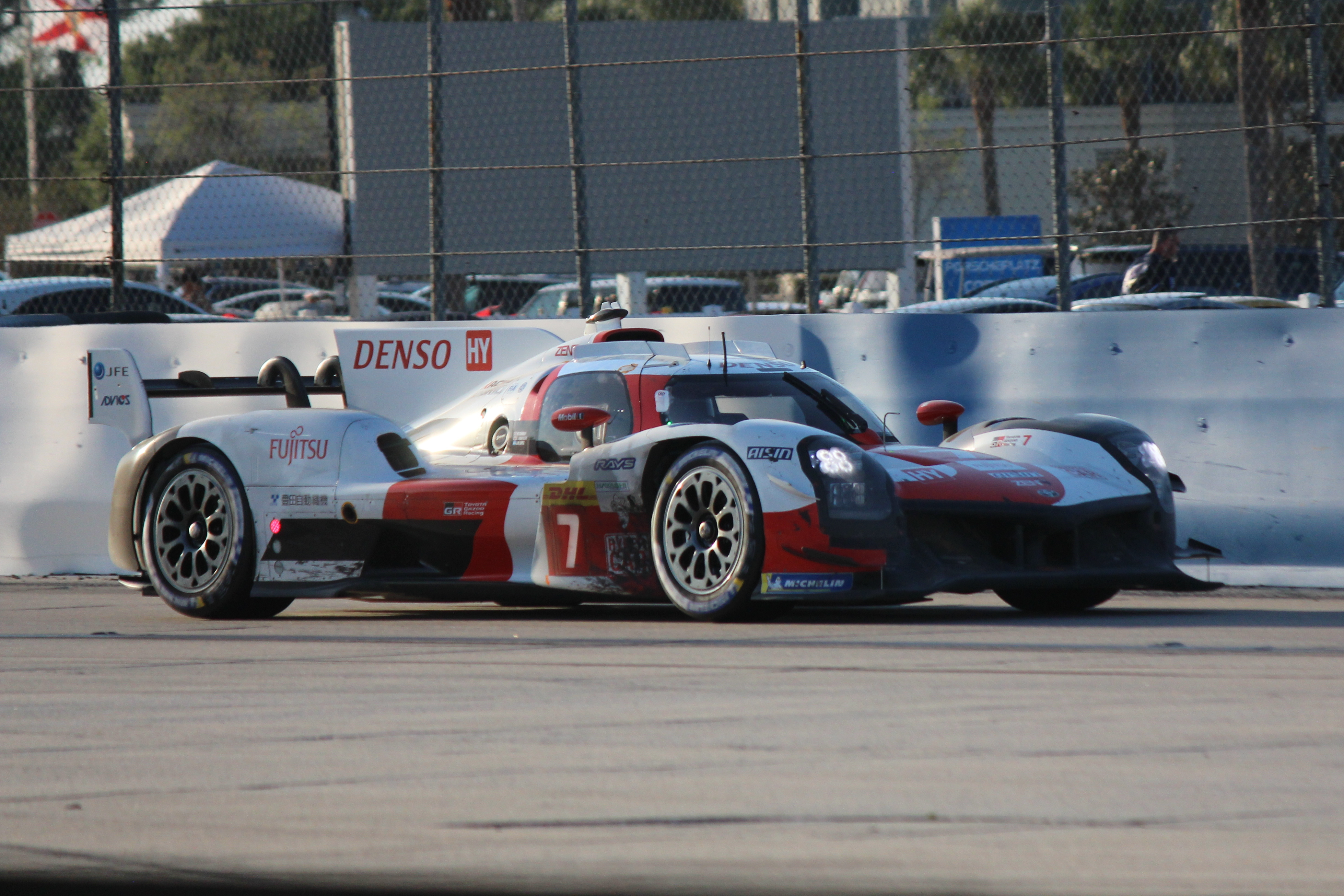
Toyota GR010 Hybrid Startnummer 7; Siegerwagen von Mike Conway, Kamui Kobayashi und José María López

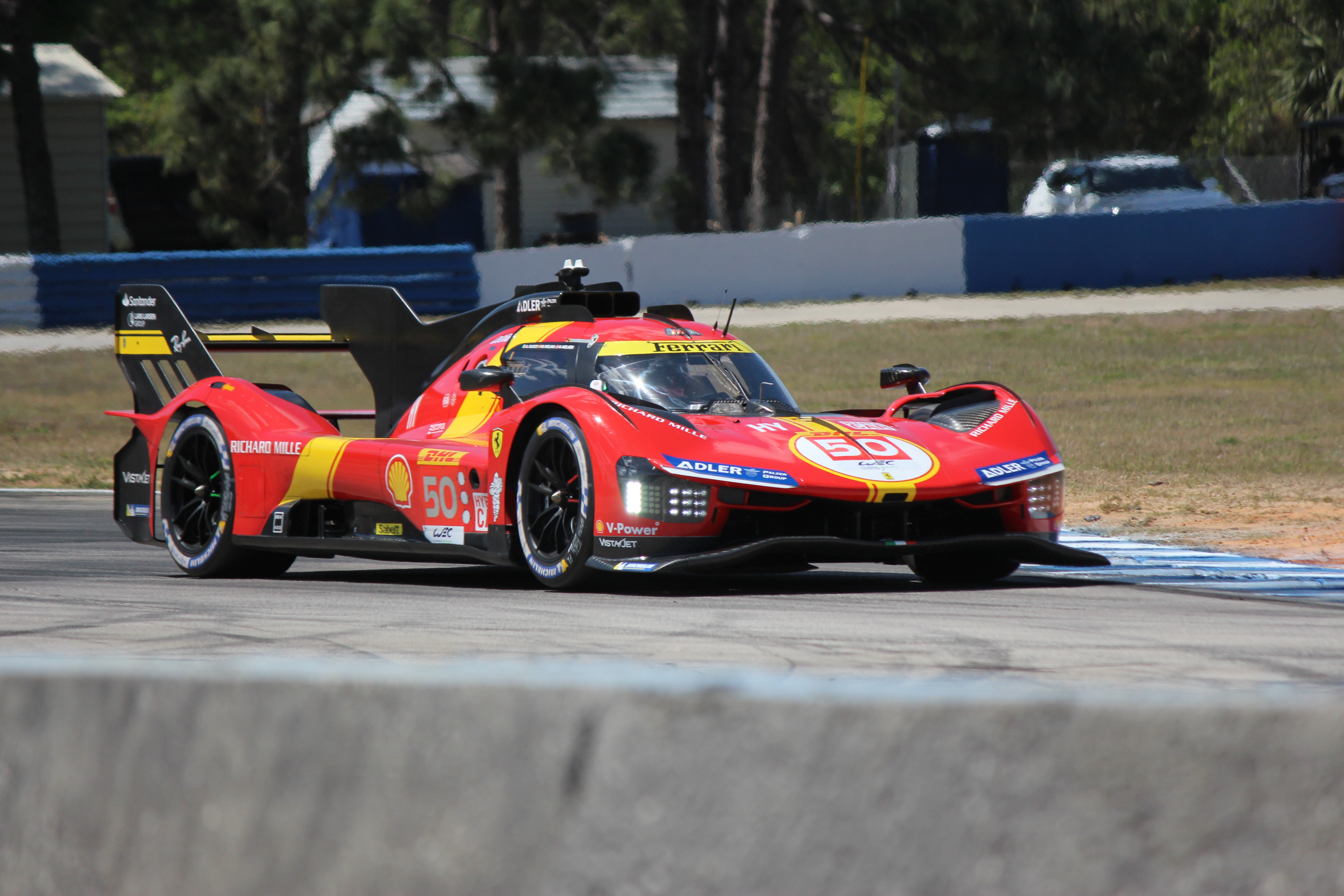
Der drittplatzierte Ferrari 499P mit der Startnummer 50

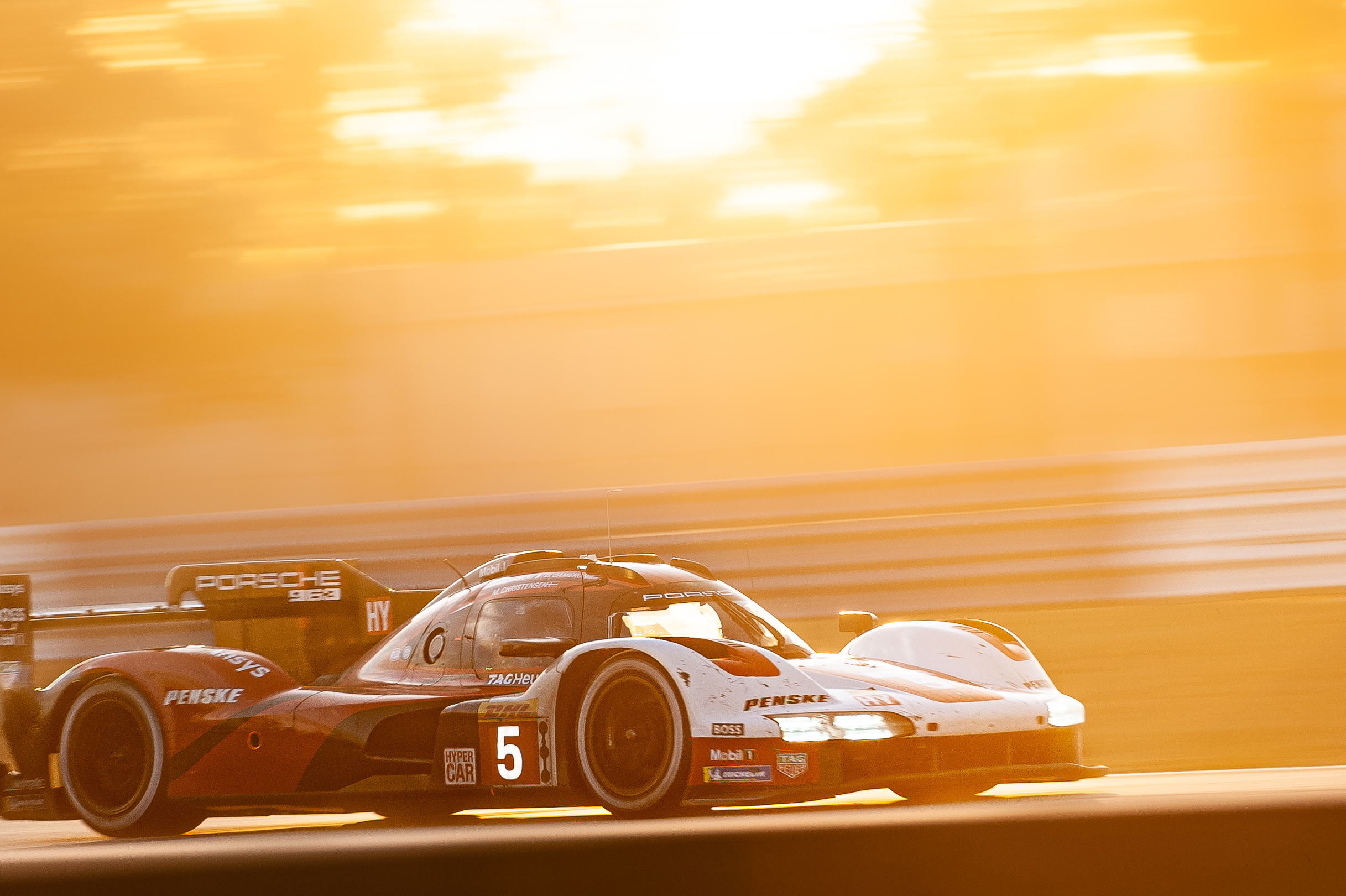
Der fünftplatzierte Porsche 963 von Dane Cameron, Michael Christensen und Frédéric Makowiecki bei Einbruch der Dunkelheit

Das 1000-Meilen-Rennen von Sebring 2023, auch 1000 Miles of Sebring 2023, fand am 17. März auf dem Sebring International Raceway statt und war der erste Wertungslauf der FIA-Langstrecken-Weltmeisterschaft dieses Jahres.

## Vor dem Rennen
Mit dem Rennen in Sebring begann die FIA-Langstrecken-Weltmeisterschaft 2023 und damit die dritte Rennsaison der Hypercars, wo auf dem unebenen ehemaligen Flugplatzkurs erstmals die Le Mans Hypercars auf die Le-Mans-Daytona-hybrid-Fahrzeuge trafen. Zwei Wochen vor dem Rennstart legten die Verantwortlichen der WEC die Balance of Performance der Hypercars für die folgenden vier Rennen fest, mit leichten Abweichungen für das Rennen in Sebring. Das Weltmeisterteam von Toyota bekam gegenüber dem letzten Rennen der Saison 2022, dem 8-Stunden-Rennen von Bahrain, für den Toyota GR010 Hybrid mehr Leistung hinzu und durfte Gewicht ausladen. Die Werte des Peugeot 9X8 und des Glickenhaus SCG 007 LMH blieben nahezu unverändert. Die erste Einstufung erhielten die WEC-Debütanten Ferrari 499P, Cadillac V-Series.R, Porsche 963 und Vanwall Vandervell 680 (Details zu den Einstufungen in der BOP-Tabelle).

## Der Rennverlauf
Im Qualifikationstraining überraschte Antonio Fuoco, dem im Ferrari 499P mit einer Zeit von 1:45,067 Minuten eine perfekte Runde gelang. Er war dabei um zwei bzw. vier Zehntelsekunden schneller als Brendon Hartley und Kamui Kobayashi in den beiden Toyota GR010 Hybrid, die in den freien Trainings dominiert hatten. Hinter dem zweiten Ferrari lag mit einer knappen Sekunde Rückstand der Cadillac V-Series.R. Das Tempo der Spitze konnten weder die Porsche 963 noch die Peugeot 9X8 mitfahren, die zwei bzw. mehr als drei Sekunden langsamer als der Trainingsschnellste Ferrari waren.
Das Team von Peugeot erlebte einen misslungenen Rennstart. Bereits in der zweiten der beiden Einführungsrunden musste Loïc Duval im Wagen mit der Nummer 94 die Boxen ansteuern, weil das Getriebe im ersten Gang blockierte. Dasselbe Problem ereilte wenige Runden später den Wagen von Paul di Resta. Dort war es der vierte Gang. Die Probleme wuchsen sich zu einem Debakel aus. Die Nummer 94 stand zwei Stunden zum Austausch der gesamten elektrischen MGU (Motor Generator Unit = Energierückgewinnungssystem) im Fahrerlager. Mit 26 Runden Rückstand kam der zweite 9X8 an der 31. Stelle der Gesamtwertung ins Ziel.
Toyota gelang ein überlegener Doppelsieg. Die beiden GR010 Hybrid überrundeten das gesamte Hypercar-Feld mindestens zweimal und hatten ein technisch einwandfreies, fehlerloses und strafenfreies Rennen. Den Toyotas am nächsten kamen die Ferraris. Antonio Fuoco, Miguel Molina und Nicklas Nielsen erreichten den dritten Gesamtrang, zehn Sekunden vor dem Cadillac V-Series.R von Earl Bamber, Alex Lynn und Richard Westbrook. Den möglichen dritten Rang verlor das Trio nach einer Durchfahrtsstrafe, nachdem Alex Lynn während einer Full-Course-Yellow-Phase zu schnell gefahren war. Nichts zu gewinnen gab es für die Porsche 963. Zu fehlender Schnelligkeit kam starker Reifenverschleiß an den Hinterrädern, was zu drastischer Verkürzung der Stintlängen (Fahrzeit zwischen zwei Boxenstopps) führte. Im Ziel blieben nur die Ränge fünf und sechs, mit jeweils vier Runden Rückstand. Der lange Zeit um den dritten Rang fahrenden zweite Ferrari 499P fiel in der Schlussphase zurück, nachdem Alessandro Pier Guidi beim Überrunden erst mit einem GT-Ferrari und danach mit einem Porsche 911 RSR-19 kollidiert war. Vanwall kam beim Debüt ins Ziel, eine Reparatur an der Aufhängung kostete das Team in der letzten Rennstunde zwanzig Runden. Früh zu Ende war das Rennen für den Glickenhaus SCG 007 LMH, bei dem ein Fehler in der Elektronik den Motor ausgehen und nicht mehr starten ließ.
Eine abgebrochene Onboard-Kamera sorgte für den Ausfall des deutlich führenden United-Autosport-Oreca 07 in LMP2-Klasse. Vier Runden bevor Josh Pierson das Cockpit an Tom Blomqvist übergeben wollte, löste sich die Kamera aus der Halterung (Kameras werden von Technikern der WEC kurz vor dem Rennstart montiert), verkeilte sich unglücklich unter der Frontscheibe und löste den außen angebrachten Notschalter (Kill Switch) von innen aus, der die Zündung ausschaltete (nach betätigen des Notschalters kann ein Fahrzeug vom Fahrer nicht mehr gestartet werden). Die Rennklasse gewannen daraufhin David Beckmann, Will Stevens und Yifei Ye im Jota-Oreca.

## Ergebnisse

### Schlussklassement
| 1               | LMH      | 7   | Toyota Gazoo Racing       | Mike Conway Kamui Kobayashi José María López                | Toyota GR010 Hybrid      | 239 |
| 2               | LMH      | 8   | Toyota Gazoo Racing       | Sébastien Buemi Brendon Hartley Ryō Hirakawa                | Toyota GR010 Hybrid      | 239 |
| 3               | LMH      | 50  | Ferrari AF Corse          | Antonio Fuoco Miguel Molina Nicklas Nielsen                 | Ferrari 499P             | 237 |
| 4               | LMH      | 2   | Cadillac Racing           | Earl Bamber Alex Lynn Richard Westbrook                     | Cadillac V-Series.R      | 237 |
| 5               | LMH      | 5   | Porsche Penske Motorsport | Dane Cameron Michael Christensen Frédéric Makowiecki        | Porsche 963              | 235 |
| 6               | LMH      | 6   | Porsche Penske Motorsport | Kévin Estre André Lotterer Laurens Vanthoor                 | Porsche 963              | 235 |
| 7               | LMP2     | 48  | Hertz Team Jota           | David Beckmann Will Stevens Yifei Ye                        | Oreca 07                 | 230 |
| 8               | LMP2     | 22  | United Autosports         | Filipe Albuquerque Philip Hanson Frederick Lubin            | Oreca 07                 | 230 |
| 9               | LMP2     | 63  | Prema Racing              | Mirko Bortolotti ---- Daniil Kwjat Doriane Pin              | Oreca 07                 | 230 |
| 10              | LMP2     | 34  | Inter Europol Competition | Albert Costa Fabio Scherer Jakub Śmiechowski                | Oreca 07                 | 230 |
| 11              | LMP2     | 41  | Team WRT                  | Rui Andrade Louis Delétraz Robert Kubica                    | Oreca 07                 | 230 |
| 12              | LMP2     | 28  | Jota                      | Pietro Fittipaldi David Heinemeier Hansson Oliver Rasmussen | Oreca 07                 | 230 |
| 13              | LMP2     | 31  | Team WRT                  | Robin Frijns Sean Gelael Ferdinand Habsburg                 | Oreca 07                 | 230 |
| 14              | LMP2     | 9   | Prema Racing              | Andrea Caldarelli Filip Ugran Bent Viscaal                  | Oreca 07                 | 229 |
| 15              | LMH      | 51  | Ferrari AF Corse          | James Calado Antonio Giovinazzi Alessandro Pier Guidi       | Ferrari 499P             | 228 |
| 16              | LMP2     | 36  | Alpine Elf Team           | Julien Canal Charles Milesi Matthieu Vaxivière              | Oreca 07                 | 228 |
| 17              | LMGTE-Am | 33  | Corvette Racing           | Nicky Catsburg Ben Keating Nicolás Varrone                  | Chevrolet Corvette C8.R  | 221 |
| 18              | LMGTE-Am | 77  | Dempsey-Proton Racing     | Julien Andlauer Christian Ried Mikkel Pedersen              | Porsche 911 RSR-19       | 219 |
| 19              | LMGTE-Am | 57  | Kessel Racing             | Scott Huffaker Takeshi Kimura Daniel Serra                  | Ferrari 488 GTE Evo      | 219 |
| 20              | LMGTE-Am | 21  | AF Corse                  | Stefano Costantini Simon Mann Ulysse de Pauw                | Ferrari 488 GTE Evo      | 219 |
| 21              | LMGTE-Am | 54  | AF Corse                  | Francesco Castellacci Thomas Flohr Davide Rigon             | Ferrari 488 GTE Evo      | 219 |
| 22              | LMGTE-Am | 60  | Iron Lynx                 | Matteo Cressoni Alessio Picariello Claudio Schiavoni        | Porsche 911 RSR-19       | 219 |
| 23              | LMGTE-Am | 86  | GR Racing                 | Ben Barker Riccardo Pera Mike Wainwright                    | Porsche 911 RSR-19       | 218 |
| 24              | LMGTE-Am | 85  | Iron Dames                | Sarah Bovy Rahel Frey Michelle Gatting                      | Porsche 911 RSR-19       | 218 |
| 25              | LMP2     | 10  | Vector Sport              | Gabriel Aubry Ryan Cullen Matthias Kaiser                   | Oreca 07                 | 218 |
| 26              | LMGTE-Am | 25  | ORT by TF                 | Ahmad Al Harthy Michael Dinan Charlie Eastwood              | Aston Martin Vantage AMR | 217 |
| 27              | LMGTE-Am | 777 | D'Station Racing          | Tomonobu Fujii Satoshi Hoshino Casper Stevenson             | Aston Martin Vantage AMR | 217 |
| 28              | LMGTE-Am | 98  | Northwest AMR             | Paul Dalla Lana Axcil Jefferies Nicki Thiim                 | Aston Martin Vantage AMR | 216 |
| 29              | LMGTE-Am | 56  | Team Project 1 – AO       | Matteo Cairoli P. J. Hyett Gunnar Jeannette                 | Porsche 911 RSR-19       | 215 |
| 30              | LMH      | 4   | Floyd Vanwall Racing Team | Tom Dillmann Esteban Guerrieri Jacques Villeneuve           | Vanwall Vandervell 680   | 215 |
| 31              | LMH      | 93  | Peugeot TotalEnergies     | Mikkel Jensen Paul di Resta Jean-Éric Vergne                | Peugeot 9X8              | 213 |
| Nicht klassiert |          |     |                           |                                                             |                          |     |
| 32              | LMH      | 94  | Peugeot TotalEnergies     | Loïc Duval Gustavo Menezes Nico Müller                      | Peugeot 9X8              | 141 |
| Ausgefallen     |          |     |                           |                                                             |                          |     |
| 33              | LMP2     | 35  | Alpine Elf Team           | Olli Caldwell André Negrão Memo Rojas                       | Oreca 07                 | 139 |
| 34              | LMP2     | 23  | United Autosports         | Tom Blomqvist Oliver Jarvis Josh Pierson                    | Oreca 07                 | 91  |
| 35              | LMH      | 708 | Glickenhaus Racing        | Ryan Briscoe Romain Dumas Olivier Pla                       | Glickenhaus SCG 007 LMH  | 62  |
| 36              | LMGTE-Am | 83  | Richard Mille AF Corse    | Luís Pérez Companc Alessio Rovera Lilou Wadoux              | Ferrari 488 GTE Evo      | 4   |
| Nicht gestartet |          |     |                           |                                                             |                          |     |
| 37              | LMGTE-Am | 88  | Proton Competition        | Ryan Hardwick Zacharie Robichon Harry Tincknell             | Porsche 911 RSR-19       | 1   |

1 Unfall im Training

### Nur in der Meldeliste
Zu diesem Rennen sind keine weiteren Meldungen bekannt.

### Klassensieger
| Klasse   | Fahrer         | Fahrer          | Fahrer           | Fahrzeug                | Platzierung im Gesamtklassement |
| -------- | -------------- | --------------- | ---------------- | ----------------------- | ------------------------------- |
| LMH      | Mike Conway    | Kamui Kobayashi | José María López | Toyota GR010 Hybrid     | Gesamtsieg                      |
| LMP2     | David Beckmann | Will Stevens    | Yifei Ye         | Oreca 07                | Rang 7                          |
| LMGTE-Am | Nicky Catsburg | Ben Keating     | Nicolás Varrone  | Chevrolet Corvette C8.R | Rang 17                         |

### Hypercar-Balance-of-Performance
| Fahrzeug                      | Mindestgewicht | Max. Leistung | Max. Energiemenge pro Stint | Hybridboost ab | Handicap Nachtanken |
| ----------------------------- | -------------- | ------------- | --------------------------- | -------------- | ------------------- |
| Cadillac V-Series.R (LMDh)    | 1038 kg        | 513 kW        | 905 Megajoule               | 0 km/h         | 1,0 Sekunden        |
| Ferrari 449P (LMH)            | 1057 kg        | 515 kW        | 908 Megajoule               | 190 km/h       | 1,2 Sekunden        |
| Glickenhaus SCG 007 LMH (LMH) | 1030 kg        | 520 kW        | 911 Megajoule (+ 1)         | –              | –                   |
| Peugeot 9X8 (LMH)             | 1049 kg        | 518 kW        | 909 Megajoule               | 150 km/h       | 1,2 Sekunden        |
| Porsche 963 (LMDh)            | 1048 kg        | 517 kW        | 912 Megajoule               | 0 km/h         | 1,0 Sekunden        |
| Toyota GR010 Hybrid (LMH)     | 1062 kg (- 8)  | 517 kW (+ 15) | 913 Megajoule (+ 15)        | 190 km/h       | 1,2 Sekunden        |
| Vanwall Vandervell 680 (LMH)  | 1030 kg        | 511 kW        | 900 Megajoule               | –              | –                   |

### Renndaten
- Gemeldet: 37
- Gestartet: 36
- Gewertet: 31
- Rennklassen: 3
- Zuschauer: unbekannt
- Wetter am Rennwochenende: warm und trocken
- Streckenlänge: 6,019 km
- Fahrzeit des Siegerteams: 8:00:19,877 Stunden
- Runden des Siegerteams: 239
- Distanz des Siegerteams: 1428,541 km
- Siegerschnitt: unbekannt
- Pole Position: Antonio Fuoco – Ferrari 499P (#50) – 1:45,067 = 206,200 km
- Schnellste Rennrunde: Sébastien Buemi – Toyota GR010 Hybrid (#8) – 1:47,885 = 200,800 km/h
- Rennserie: 1. Lauf zur FIA-Langstrecken-Weltmeisterschaft 2023